# هانس اندررود
هانس اندررود (نروژی: Hans Endrerud; ۱۳ اکتبر ۱۸۸۵ – ۲۴ اکتبر ۱۹۵۷) بازیکن فوتبال اهل نروژ بود.